# Plainfaing
Plainfaing (Duits: Pflempfen) is een gemeente in het Franse departement Vosges in de regio Grand Est en telt 1764 inwoners (1999).
De gemeente maakt deel uit van het arrondissement Saint-Dié-des-Vosges en maakte deel uit van het kanton Fraize tot dit op 22 maart 2015 werd opgeheven en de gemeente werd opgenomen in het kanton Gérardmer.

## Geografie
De oppervlakte van Plainfaing bedraagt 38,2 km², de bevolkingsdichtheid is 46,2 inwoners per km².
De onderstaande kaart toont de ligging van Plainfaing met de belangrijkste infrastructuur en aangrenzende gemeenten.

## Demografie
Onderstaande figuur toont het verloop van het inwonertal (bron: INSEE-tellingen).